# Shadowrun Returns
Shadowrun Returns — тактична рольова гра у стилі кіберпанкового нуару з елементами фентезі, розроблена та видана компанією Harebrained Schemes під керівництвом геймдизайнера Джордана Вайзмена. Дії відеогри відбуваються у вигаданому всесвіті настільної рольової гри Shadowrun, також розробленої Вайзменом. Гра була випущена для Microsoft Windows, Mac OS X та Linux, а також для планшетів під управлінням IOS і Android 2013 року. Розробка Shadowrun Returns була профінансована методом краудфандингу через вебсайт Kickstarter.

## Ігровий процес

### Створення персонажа
Гравець може налаштувати стать і зовнішній вигляд свого персонажа. Існує вибір із п'яти рас (які утворилися з людей через різні генетичні мутації й використання імплантатів): люди, ельфи, гноми, орки та тролі. Останні чотири у грі звуться металюдьми. Гравець може обрати грати представником одного з шести класів: вуличним самураєм, магом, хакером («декером»), монтажником («ріґером»), фізичним адептом, шаманом або грати без класу взагалі. Вуличний самурай фокусується на боях і зброї, маги використовують різні чари, включаючи чари атак, лікування та інші, хакери займаються зламом комп'ютерних систем, шамани можуть викликати духів для допомоги у битві, монтажники контролюють роботів-дронів, які можуть спеціалізуватися на боях або лікуванні, а фізичні адепти використовують магію, аби зробити себе сильнішими.
У процесі розвитку сюжету гравець отримує очки карми, які може витрачати для розвитку свого персонажа. Хоча класи визначають, які вміння та спорядження має персонаж на старті гри, однак гравець може розвинути будь-які вміння, які бажає (наприклад хакер може витратити карму, аби досягти шаманських вміння у викликанні духів). Основні характеристики героя — це Тіло, Швидкість, Сила, Інтелект, Мудрість («Сила розуму») та Харизма. Окрім власного персонажа гравець може наймати ще трьох інших раннерів, аби вони допомагали гравцю протягом місій. Також окремі персонажі самі слідують за гравцем під час деяких місій.

### Дослідження

У відеогрі використовується ізометрична графіка, схожа на оригінальну гру 1993 року для SNES

Хоча геймплей переважно лінійний, однак певний елемент дослідження присутній під час виконання завдань. Гравець може вступити у діалог із різними персонажами, а різні характеристики і навички дають відкривають нові опції діалогу. Гравець також може обрати для свого персонажа володіння різними етикетами (знання манери спілкування певного угруповання), що теж додає варіанти діалогів. Чим вища Харизма, тим більше етикетів може мати персонаж.
Деякою мірою гравець також може взаємодіяти з навколишнім середовищем. Наприклад, можна відсувати деякі об'єкти або зламувати комп'ютерні термінали для потрапляння у приховані кімнати, отримання доступу до інших шляхів виконання завдань або можливості пошуку різних речей для використання чи продажу. Маги також можуть бачити магічні знаки, які посилюють їхні здібності, коли стояти там, а шамани можуть бачити місця, через які можна викликати духів.
Зрештою, хакери можуть підключатися до Матриці у особливих місцях. Це переносить їх у інший, віртуальний світ. У Матриці їхні характеристики визначаються одягненим на них обладнанням та їхніми можливостями через програми, які вони інсталювали. У матриці вони можуть битися з ворожими хакерами та програмами, коли прагнуть дістатися до баз даних, або зламати якісь пристрої, наприклад ліфти чи замкнені двері.

### Бій
Бій є покроковий, де гравець контролює дії своєї команди. Усі персонажі можуть рухатися і діяти у залежності від їхніх очок дії. Персонажі починають з двома очками дії за свою чергу, а на певному етапі сюжету їх стає 3. Однак кількість очок дії може збільшуватися чи зменшуватися у залежності від різних ефектів, заклинань тощо. Очки дії використовуються для таких дій як переміщення, використання чи перезаряджання зброї, використання заклинань чи предметів тощо.
Кожен персонаж несе до трьох видів зброї і може перемикатися між ними без будь-яких витрат очок дії. Зброя поділяється на дальню (пістолети, пістолети-автомати, дробовики і гвинтівки) та близьку. Зброя завдає різних ушкоджень у залежності від самої зброї та вміння користуватись персонажем цієї зброєю. Боєприпаси необмежені, але стрілецьку зброю необхідно періодично перезаряджати. Монтажники можуть обладнувати дронів як зброю, приймаючи ручне управління над ними під час бою. При цьому монтажник має менше очок дії, але дрони здатні повноцінно атакувати ворогів або лікувати союзників.
Шаманські здібності персонажа дозволяють викликати додаткових союзницьких духів на полі бою за допомогою спеціальних предметів, які є з ними, або у спеціальних точках, де духи затримуються. Під час кожного ходу гравець обирає для духа кількість очок дії — чим більша ця кількість (і чим більше проходить часу з моменту виклику), тим більша імовірність, що дух звільниться від контролю шамана і або атакуватиме навмання, або втече.

## Сюжет
Гра почала продаватися з кампанією під назвою «Перемикач мерця» (Dead Man's Switch), яка дозволяє використовувати будь-якого новоствореного персонажа. Наступні кампанії можна скачати з Steam Workshop або зовнішніх вебсайтів.

### «Перемикач мерця»
Гравець бере на себе роль шедоураннера, який отримує попередньо записане повідомлення від колишнього спільника, Сема Воттса, яке було відправлено перемикачем мерця, вбудованим у його тілі. Сем повідомляє, що має на рахунку 100 000 нуєнів, які готовий виплатити гравцю, якщо знайде і віддасть правосуддю вбивцю Сема.
Після прибуття в Сієтл раннер з'ясовує, що Сем був останньою жертвою Різника Смарагдового Міста, серійного вбивці, який здійснював хірургічне видалення органів у своїх жертв. Далі герой зустрічає Джейка Ермітаджа, головного героя гри «Shadowrun», який дає перші підказки для розслідування.

## Реліз
| Агрегатор  | Оцінка                   |
| ---------- | ------------------------ |
| Metacritic | 76/100 (PC) 85/100 (iOS) |

| Видання       | Оцінка |
| ------------- | ------ |
| Eurogamer     | 8/10   |
| Game Informer | 8.5/10 |
| IGN           | 7.3/10 |
| Joystiq       | [ 13 ] |
| Polygon       | 7/10   |

Гра мала вийти у січні 2013 року, однак розробники заявили, що створення додаткового контенту (гра зібрала більше коштів, ніж було необхідно) вимагає довшого часу на впровадження.18 липня 2013 року офіційною датою релізу було названо 25 липня 2013 року. Shadowrun Returns стала доступною у Steam, де люди, які спонсорували гру на Кікстартері, отримали можливість завантажувати версію, вільну від DRM.

## Оцінки й відгуки
Загалом, Shadowrun Returns отримала здебільшого схвальні відгуки критиків та гравців. На Metacritic ПК-версія відеогри отримала 76 балів зі 100, на основі відгуків від 54 критиків, а версія для IOS — 85 балів зі 100, на основі відгуків від 10 критиків.